# Bromatolog
En bromatolog er uddannet i levnedsmiddelvidenskab. Bromatologer bærer titlen cand.brom., som står for candidata/candidatus bromatologiæ. Uddannelsen foregår på Det Biovidenskabelige Fakultet for Fødevarer, Veterinærmedicin og Naturressourcer ved Københavns Universitet. Bromatologer er bl.a. beskæftiget med kvalitetsstyring og produktudvikling i levnedsmiddelbranchen.